# Auxilium Pallacanestro Torino 1984-1985
La Auxilium nel 1984-1985, sponsorizzata Berloni, ha giocato in Serie A1 piazzandosi al terzo posto nella stagione regolare.
La squadra affidata a coach Guerrieri perde Romeo Sacchetti rimpiazzato nel quintetto da Carlo Della Valle mentre Michael Gibson è la nuova ala grande.
Nei play off scudetto affronta nei quarti di finali Cantù vincendo la serie per 2-1. In semifinale affronta Milano che la sconfigge per 2-0.
In Coppa Italia dopo aver sconfitto Trieste agli ottavi di finale e la Virtus Bologna ai quarti si deve arrendere contro Pesaro in semifinale.

## Roster

Scott May, migliore marcatore stagionale dell'Auxilium, in azione contro la

|    | Naz.                   | Ruolo | Sportivo             | Anno | Alt. | Peso | Note |
| -- | ---------------------- | ----- | -------------------- | ---- | ---- | ---- | ---- |
| 4  | Italia (bandiera)      | P     | Carlo Caglieris      | 1951 | 177  | 80   |      |
| 5  | Italia (bandiera)      | G     | Stefano Vidili       | 1968 | 188  | 83   |      |
| 6  | Italia (bandiera)      | G     | Piero Mandelli       | 1958 | 189  |      |      |
| 8  | Italia (bandiera)      | P     | Carlo Della Valle    | 1962 | 197  |      |      |
| 9  | Italia (bandiera)      | AC    | Davide Pessina       | 1968 | 206  | 109  |      |
| 11 | Italia (bandiera)      | C     | Renzo Vecchiato      | 1955 | 207  | 115  |      |
| 12 | Stati Uniti (bandiera) | AP    | Scott May            | 1954 | 201  | 98   |      |
| 13 | Italia (bandiera)      | AG    | Riccardo Morandotti  | 1965 | 200  | 110  |      |
| 14 | Italia (bandiera)      |       | Alessandro Bovolenta | 1967 |      |      |      |
| 15 | Stati Uniti (bandiera) | AG    | Michael Gibson       | 1960 | 206  | 93   |      |
|    | Italia (bandiera)      | C     | Enzo Carraria        | 1957 | 206  |      |      |
|    | Italia (bandiera)      |       | Stefano Barberis     | 1964 |      |      |      |
|    | Italia (bandiera)      |       | Claudio Gonzato      | 1966 |      |      |      |
|    | Italia (bandiera)      | C     | Alex Hottejan        | 1965 |      |      |      |

### Staff tecnico
Capo allenatore: Giuseppe Guerrieri
Assistente: Federico Danna
Assistente: Giorgio Bongiovanni
Massaggiatore: Giovanni Roberto
Medico: Roberto Carlin

## Risultati
- Serie A1:
- stagione regolare: 3ª classificata;
- play off: eliminata in semifinale
- Coppa Italia: semifinali